# 400 mètres haies féminin aux Jeux olympiques d'été de 2008
Navigation
Athènes 2004 Londres 2012
L'épreuve du 400 mètres haies féminin aux Jeux olympiques de 2008 a eu lieu le 17 pour les séries, le 18 pour les demi-finales et le 20 août 2008 pour la finale, dans le Stade national de Pékin.
Les limites de qualification étaient de 55 s 60 pour la limite A et de 56 s 50 pour la limite B.

## Records
Avant cette compétition, les records dans cette discipline étaient les suivants :
| Record du monde  | 52 s 34 | Yuliya Pechonkina | Russie | 8 août 2003  | Toula   |
| Record olympique | 52 s 77 | Fani Halkia       | Grèce  | 22 août 2004 | Athènes |

## Médaillées
| Or             | Argent       | Bronze        |
| Melaine Walker | Sheena Tosta | Tasha Danvers |

## Résultats

### Finale (20 août)
| Rang | Pays            | Athlète               | Temps        |
| ---- | --------------- | --------------------- | ------------ |
| 1    | Jamaïque        | Melaine Walker        | 52 s 64 (RO) |
| 2    | États-Unis      | Sheena Tosta          | 53 s 70      |
| 3    | Grande-Bretagne | Tasha Danvers         | 53 s 84 (PB) |
| 4    | Ukraine         | Anastasiya Rabchenyuk | 53 s 96      |
| 5    | Pologne         | Anna Jesień           | 54 s 29 (SB) |
| 6    | Russie          | Ekaterina Bikert      | 54 s 96      |
| 7    | Tchéquie        | Zuzana Hejnová        | 54 s 97      |
| 8    | États-Unis      | Tiffany Williams      | 57 s 55      |

### Demi-finales (18 août)
Il y a deux demi-finales. Les quatre premières de chaque demi-finale sont qualifiés pour la finale.
| Rang | Pays            | Athlète          | Temps          |
| ---- | --------------- | ---------------- | -------------- |
| 1    | États-Unis      | Sheena Tosta     | 54 s 07 Q      |
| 2    | Grande-Bretagne | Tasha Danvers    | 54 s 31 Q (SB) |
| 3    | Pologne         | Anna Jesien      | 54 s 36 Q      |
| 4    | Russie          | Ekaterina Bikert | 54 s 38 Q      |
| 5    | Jamaïque        | Nickiesha Wilson | 54 s 67        |
| 6    | Russie          | Anastasia Ott    | 54 s 74 (PB)   |
| 7    | Japon           | Satomi Kubokura  | 56 s 69        |
| 8    | Roumanie        | Angela Morosanu  | 57 s 67        |

| Rang | Pays         | Athlète               | Temps          |
| ---- | ------------ | --------------------- | -------------- |
| 1    | Jamaïque     | Melaine Walker        | 54 s 20 Q      |
| 2    | Ukraine      | Anastasiya Rabchenyuk | 54 s 60 Q (PB) |
| 3    | États-Unis   | Tiffany Williams      | 54 s 99 Q      |
| 4    | Tchéquie     | Zuzana Hejnová        | 55 s 17 Q      |
| 5    | Burkina Faso | Aïssata Soulama       | 55 s 69 (SB)   |
| 6    | Russie       | Irina Obedina         | 55 s 69        |
| 7    | États-Unis   | Queen Harrison        | 55 s 88        |
| 8    | Bulgarie     | Tsvetelina Kirilova   | 55 s 97        |

### Séries (17 août)
Il y quatre séries. Les trois premières de chaque course sont qualifiées, avec les quatre athlètes suivantes avec les meilleurs temps, pour la finale.
| Rang | Pays       | Athlète          | Temps     |
| ---- | ---------- | ---------------- | --------- |
| 1    | États-Unis | Tiffany Williams | 55 s 51 Q |
| 2    | Russie     | Irina Obedina    | 55 s 71 Q |
| 3    | Japon      | Satomi Kubokura  | 55 s 82 Q |
| 4    | Jamaïque   | Shevon Stoddart  | 56 s 52   |
| 5    | Lettonie   | Ieva Zunda       | 57 s 43   |
| 6    | Brésil     | Lucimar Teodoro  | 57 s 68   |

| Rang | Pays            | Athlète          | Temps     |
| ---- | --------------- | ---------------- | --------- |
| 1    | Grande-Bretagne | Tasha Danvers    | 55 s 19 Q |
| 2    | Russie          | Anastasia Ott    | 55 s 34 Q |
| 3    | Jamaïque        | Nickiesha Wilson | 55 s 75 Q |
| 4    | Roumanie        | Angela Morosanu  | 56 s 07 q |
| 5    | États-Unis      | Sheena Tosta     | 56 s 12 q |
| 6    | Croatie         | Nikolina Horvat  | 56 s 65   |
| 7    | Irlande         | Michelle Carey   | 57 s 99   |

| Rang | Pays         | Athlète               | Temps          |
| ---- | ------------ | --------------------- | -------------- |
| 1    | Jamaïque     | Melaine Walker        | 54 s 46 Q      |
| 2    | Ukraine      | Anastasiya Rabchenyuk | 55 s 18 Q      |
| 3    | Bulgarie     | Tsvetelina Kirilova   | 55 s 22 Q (PB) |
| 4    | États-Unis   | Queen Harrison        | 55 s 96 q      |
| 5    | Burkina Faso | Aïssata Soulama       | 56 s 37 q      |
| 6    | Cameroun     | Carole Kaboud Mebam   | 57 s 81        |
| 7    | Kirghizistan | Galina Pedan          | 1 min 00 s 31  |

| Rang | Pays              | Athlète          | Temps     |
| ---- | ----------------- | ---------------- | --------- |
| 1    | Russie            | Ekaterina Bikert | 55 s 15 Q |
| 2    | Pologne           | Anna Jesien      | 55 s 35 Q |
| 3    | Tchéquie          | Zuzana Hejnová   | 55 s 91 Q |
| 4    | Kazakhstan        | Tatyana Azarova  | 56 s 88   |
| 5    | Soudan            | Muna Jabir Adam  | 57 s 16   |
| 6    | Trinité-et-Tobago | Josanne Lucas    | 57 s 76   |
| 7    | Espagne           | Laia Forcadell   | 58 s 64   |

## Légende
Records et Performances
- AR : Record continental (area record)
- CR : Record des championnats (championship record)
- MR : Record du meeting (meet record)
- NR : Record national (national record)
- OR : Record olympique (olympic record)
- PR : Record paralympique (paralympic record)
- PB : Record personnel (personal best)
- SB : Meilleure performance personnelle de la saison (season's best)
- WL : Meilleure performance mondiale de l'année (world leader)
- WJR : Record du monde junior (world junior record)
- WR : Record du monde (world record)

Circonstances et Conditions
- DNF : N'a pas terminé (did not finish)
- DNS : N'a pas pris le départ (did not start)
- DQ : Disqualification (disqualification)
- NM : Aucun essai valable enregistré (No Mark)
- Q : Qualifié « directement » au prochain tour (ou à la prochaine compétition), lors d'une compétition majeure, grâce au classement ou à la réalisation des minima (automatic qualifier)
- q : Qualifié au prochain tour (ou à la prochaine compétition), lors d'une compétition majeure, grâce au repêchage ou à la réalisation de l'une des meilleures performances parmi celles des « non qualifiés directement » (grâce au meilleur temps ou à la meilleure distance par exemple) (secondary qualifier)